# کارلوس سلامانکا
کارلوس سلامانکا (انگلیسی: Carlos Salamanca؛ زاده ۱۵ ژانویهٔ ۱۹۸۳) یک تنیس‌باز اهل کلمبیا است.